# Gary B. Cohen
Gary B. Cohen, Ph. D. (* 1948) je americký historik, zabývající se sociálními dějinami střední Evropy v 19. a 20. století.

## Životopis
Gary B. Cohen studoval na University of Southern California, kde získal bakalářský titul, a poté na Princeton University, kde studoval magisterské a doktorské studium. Mezi léty 1976-2001 pracoval na University of Oklahoma.
Od roku 2001 pracuje jako profesor na Katedře historie na University of Minnesota. Věnuje se především sociálnímu vývoji, národnostním konfliktům a dějinám školství v Rakousku a českých zemích v 19. a 20. století.

## Dílo (výběr)
- Education and middle-class society in imperial Austria: 1848–1918. West Lafayette: Purdue University Press, 1996. ISBN 1-55753-087-4 (česky vyšlo jako: Vzdělání a střední třída v císařském Rakousku 1848–1918. Praha: Academia, 2022. ISBN 978-80-200-3327-7)
- The Prague Germans 1861–1914: The problems of ethnic survival. Ann Arbor: G. B. Cohen, 1978. 2 sv. (česky vyšlo jako: Němci v Praze 1861–1914. Praha: Karolinum, 2000. ISBN 80-246-0019-6)